# DAFIF
DAFIF (/ˈdeɪfɪf), acronimo di Digital Aeronautical Flight Information File (in italiano: "Archivio digitale delle informazioni di volo aeronautico"), è un database completo di dati aeronautici aggiornati, comprese informazioni su aeroporti, aerovie, spazi aerei, dati di navigazione aerea e altri dati rilevanti per il volo in tutto il mondo, gestito dalla National Geospatial-Intelligence Agency (NGA) degli Stati Uniti. 

## Ritiro del pubblico accesso
Le informazioni disponibili sul sito sono rimaste di pubblico accesso fino all'ottobre del 2006, finché un numero sempre più alto di enti e aziende straniere che fornivano informazioni al database non hanno cominciato a rivendicare il diritto della proprietà intellettuale oppure di apporre il diritto d'autore sulle proprie informazioni.
Ad oggi solo le agenzie governative federali e statali, le aziende appaltatrici di contratti governativi e il Dipartimento della Difesa sono in grado di accedere ai dati DAFIF.
Al momento dell'annuncio dell'interruzione della pubblica fruizione, la NGA non aveva annunciato chi fossero i "fornitori di fonti straniere". Successivamente è stato rivelato che dietro a tutto c'era il governo australiano. La società di proprietà del governo, la Airservices Australia nel settembre 2003 aveva iniziato a far pagare per l'accesso ai dati. Piuttosto che escludere i dati australiani, l'NGA ha deciso di interrompere la messa a disposizione al pubblico dei dati.